# ويل بارنيت
ويل بارنيت (بالإنجليزية: Will Barnet)‏ (و. 1911 – 2012 م) هو رسام من الولايات المتحدة الأمريكية ولد في بيفرلي.

## مناصب وهيئات
أدار جامعة ييل.